# Национален отбор по футбол на Словения
Националният отбор по футбол на Словения представлява страната в международните футболни срещи. Контролира се от Словенската футболна асоциация. Първият си официален двубой изиграва през 1992 г., след отделянето от Югославия през 1991 г.
Словения бележи голям прогрес в края на 20 – началото на 21 век. Националният отбор на страната за пръв път участва на голямо първенство през 2000 г., когато взимат участие на ЕВРО 2000 в Белгия и Холандия, след като побеждава Украйна на баражите с общ резултат 3:2. На еврошампионата словенците записват две равенства срещу Норвегия и Югославия и загуба с 1:2 от Испания.
Към 5 август 2018 г. отборът на страната заема 56-о място в рейтинга на ФИФА., а към 11 октомври 2017 г. – 28-о място в рейтинга на УЕФА.
През 2002 г. Словения достига и до първо историческо участие на световно първенство. На Мондиал 2002 в Южна Корея и Япония, словенците записват 3 загуби: от Испания, ЮАР и Парагвай, вкарвайки два гола – дело на Миленко Ачимович и Себастиан Чимиротич.
Въпреки провалената кампания за Мондиал 2006, Словения стана единствения тим победил Италия по пътя им към световната титла в Германия. През ноември 2009 г. словенците побеждават Русия на бараж и достигат до второ участие на световно първенство.

## История

### Независимост (1991 – 1998)
Словения е първата страна, която печели своята независимост от Югославия. С отделянето си е призната от УЕФА и ФИФА, с което е приета като членка на двете организации. Отборът изиграва първия си официален двубой на 3 юни 1992 г. в Талин срещу Естония. Срещата завършва 1:1, а близо година по-късно двата отбора отново се срещат, но този път в Любляна. Мачът завършва 2:0 за Словения, което е първата победа в историята на тима. Боян Прашникар е първият селекционер на представителния тим.
Квалификациите за Евро 1996 са първите, в които Словения взима участие. Отборът е воден от Зденко Верденик и попада в група с Хърватия, Украйна, Литва и Естония, като записва общо 3 победи и 11 точки от 10 изиграни двубоя. Квалификациите за световното първенство във Франция през 1998 г. завършват доста по-лошо и отбора остава на последно място в квалификационната група с едва една спечелена точка. Вследствие на слабото представяне Зденек Верденик е уволнен и на неговия пост идва отново Боян Прашникар. Товашният треньор на Марибор изкарва 5 мача преди да напусне и да бъде наследен от Сречко Катанец.

### Периодът на Сречко Катанец и Златко Захович (Златното поколение)

#### Евро 2000
За еврошампионата в Белгия и Холандия, Словения попада в една квалификационна група с Норвегия, Гърция, Латвия, Албания и Грузия. Отборът записва страхотно представяне и, поведен от Златко Захович, достига до баражите два кръга преди края на кампанията. В плейофите Словения се изправи срещу Украйна и след победа с 2:1 в Любляна и равенство 1:1 в Киев, отборът постигна първо класиране на голямо първенство.
На европейското първенство в Холандия и Белгия отборът попада в група с Испания, Норвегия и Югославия. В първия двубой Словения повежда с внушителното 3:0 на Югославия след два гола на Златко Захович и един на Миран Павлин. Въпреки че остава с човек по-малко, Югославия съумява да изравни до 3:3. Във втория си мач словенците се изправят срещу Испания в Амстердам и след като получават ранен гол чрез Раул, Златко Захович отново вкарва и изравнява резултата, преди Хосеба Ечеберия да донесе победата с 2:1 за Ла Фурия. Срещата на Амстердам Арена е наблюдавана от близо 13 000 словенски фенове, което и до този момент е рекордна посещаемост извън Словения. „Репрезентанце“ финишира участието си с нулево равенство срещу Норвегия и 2 точки в актива си.

#### Мондиал 2002
За световното първенство в Корея и Япония Словения попада в Група 1 заедно с Русия, Югославия, Швейцария, Фарьорски острови и Люксембург. Отборът записва поредица от добри резултати и завършва групата си на второ място, без загуба и с 5 победи и 5 равни. Второто място отреди нов бараж, където тима се изправя срещу Румъния. След обрат в Любляна от 0:1 до 2:1, на реванша двата отбора завършват наравно 1:1 и така с общ резултат 3:2 Словения за първи път в историята си се класира на световно първенство. На финалите в Южна Корея и Япония селекцията на Сречко Катанец отново попада в една група с Испания, а останалите отбори са ЮАР и Парагвай. Словения записва слабо представяне и отпада още в груповата фаза на турнира с 3 загуби – 3:1 от Испания, 3:1 от Парагвай и 1:0 от Южна Африка. След първата загуба от Испания между селекционера Сречко Катанец и Златко Захович избухва конфликт, поради което топстрелеца на Словения е изпратен у дома. Това срива отбора и той губи останалите си два мача. Катанец подава оставка след края на първенството.

#### Евро 2004
След оставката на Сречко Катанец, като селекционер е назначен Боян Прашникар за общо трети път в историята. Поредният престой на Прашникар начело довежда до нов успех за Словения. След като завършва втори в група с Франция, Израел, Кипър и Малта, отборът стига до пореден бараж. Този път се изправя срещу Хърватия, като първият двубой в Загреб завършва 1:1. Реваншът в Любляна преминава при скучно първо полувреме, в което не падат голове. След почивката Дадо Пършо открива резултата. Впоследствие гостите остават с човек по-малко, но уддържат преднината си и така с общ резултат 2:1 Словения отпада и техните съседи се класират на Евро 2004 в Португалия. Селекционерът Боян Прашникар отнася доста критики за дефанзивната си тактика, която според медиите е била пагубна. Прашникар напуска поста и е наследен от Бранко Облак.

#### Мондиал 2006
Новоназначеният селекционер Бранко Облак заварва един изхабил се национален тим. Повечето играчи като Златко Захович и други, които са взели участие в досегашните успехи на тима, се отказват от отбора. Това усложнява задачата на Облак да сформира нов гръбнак и по време на престоя си сменя над 40 футболисти. Той води отбора в квалификациите за Световното в Германия през 2006 и в компанията на Италия, Норвегия, Шотландия, Беларус и Молдова записва едва три победи, едната от които срещу Италия. Отборът завършва на незавидното 4-то място с 12 точки.

#### Евро 2008
Бранко Облак води отборът и по време на квалификациите за Евро 2008 в Австрия и Швейцария. Тимът попада в една група с Холандия, България, Румъния, Беларус, Албания и Люксембург. Словения започва ужасно своето представяне и след две загуби (3:0 от България и 4:2 от Беларус) губи всякакви надежди за какъвто и да е било успех. Разорачоващото представяне води до 6-а позиция в групата с едва 11 спечелени точки. След края на кампанията напълно очаквано Бранко Облак е уволнен и на негово място застава Матяж Кек.

#### Мондиал 2010
Назначението на Кек за селекционер на отбора е посрещнато с доста скептицизъм. Дори започва да се спекулира, че италианеца със словенски корени Еди Рея ще поеме тима. Това обаче не се случва и Кек започва да гради своя отбор постепенно. Негативизма около селекцията се засилва с жребия за Мондиал 2010, който праща Словения в група с Чехия, Полша, Словакия, Северна Ирландия и Сан Марино. Всичко започва добре след равенство 1:1 при визитата на Полша във Вроцлав. Хиксът е последван от две последователни домакински победи – 2:1 над Словакия и 2:0 над Северна Ирландия. В последвалите два двубоя Словения печели една точка и 4 кръга преди края надеждата изглежда изгубена. Победа с 5:0 над Сан Марино връща отбора на правилния път и последват нови успехи – 3:0 над Полша в Марибор, 2:0 като гост на претендента за първото място Словакия и 3:0 над Сан Марино в последния кръг. Словения за 4-ти път се класира на бараж, където жребият не е благоприятен и там срещат отбора на Русия. Първият мач в Москва започва лошо за Словения и с два гола на Диняр Билялетдинов „сборная“ повежда с 2:0. Гол в заключителните минути на Нейц Печник връща надеждите на тима. На реваншът в Марибор Словения побеждава с 1:0, напълно достатъчно за да изхвърли Русия и да се класира за втори път на Световно първенство.
На финалите в Южна Африка Словения записва първата си победа на Мондиал. Те постигат това срещу Алжир, побеждавайки ги с 1:0 с гол на Роберт Корен. Следва равенство 2:2 със САЩ (след като на полувремето е 2:0 за Словения) и загуба с 1:0 от Англия. Отборът отпада в груповата фаза с актив от 4 точки, а футболистите са посрещнати като герои на летището в Любляна.

## Представяне на големите форуми
| Година | Резултат      | Класиране | М | П | Р | З | ГS | ГА |
| ------ | ------------- | --------- | - | - | - | - | -- | -- |
| 1930   | не участва    | -         | - | - | - | - | -  | -  |
| 1934   | не участва    | -         | - | - | - | - | -  | -  |
| 1938   | не участва    | -         | - | - | - | - | -  | -  |
| 1950   | не участва    | -         | - | - | - | - | -  | -  |
| 1954   | не участва    | -         | - | - | - | - | -  | -  |
| 1958   | не участва    | -         | - | - | - | - | -  | -  |
| 1962   | не участва    | -         | - | - | - | - | -  | -  |
| 1966   | не участва    | -         | - | - | - | - | -  | -  |
| 1970   | не участва    | -         | - | - | - | - | -  | -  |
| 1974   | не участва    | -         | - | - | - | - | -  | -  |
| 1978   | не участва    | -         | - | - | - | - | -  | -  |
| 1982   | не участва    | -         | - | - | - | - | -  | -  |
| 1986   | не участва    | -         | - | - | - | - | -  | -  |
| 1990   | не участва    | -         | - | - | - | - | -  | -  |
| 1994   | не участва    | -         | - | - | - | - | -  | -  |
| 1998   | не се класира | -         | - | - | - | - | -  | -  |
| 2002   | Групова фаза  | 30        | 3 | 0 | 0 | 3 | 2  | 7  |
| 2006   | не се класира | -         | - | - | - | - | -  | -  |
| 2010   | Групова фаза  | 18        | 3 | 1 | 1 | 1 | 3  | 3  |
| 2014   | не се класира | -         | - | - | - | - | -  | -  |
| 2018   | не се класира | -         | - | - | - | - | -  | -  |
| 2022   | не се класира | -         | - | - | - | - | -  | -  |
| 2026   | –––           | -         | - | - | - | - | -  | -  |
| 2030   | –––           | -         | - | - | - | - | -  | -  |
| 2034   | –––           | -         | - | - | - | - | -  | -  |
| Общо   | 2/22          |           | 6 | 1 | 1 | 4 | 5  | 10 |

| Година | Резултат      | Класиране | М | П | Р | З | ГС | ГА |
| ------ | ------------- | --------- | - | - | - | - | -- | -- |
| 1960   | не участва    | -         | - | - | - | - | -  | -  |
| 1964   | не участва    | -         | - | - | - | - | -  | -  |
| 1968   | не участва    | -         | - | - | - | - | -  | -  |
| 1972   | не участва    | -         | - | - | - | - | -  | -  |
| 1976   | не участва    | -         | - | - | - | - | -  | -  |
| 1980   | не участва    | -         | - | - | - | - | -  | -  |
| 1984   | не участва    | -         | - | - | - | - | -  | -  |
| 1988   | не участва    | -         | - | - | - | - | -  | -  |
| 1992   | не участва    | -         | - | - | - | - | -  | -  |
| 1996   | не се класира | -         | - | - | - | - | -  | -  |
| 2000   | Групова фаза  | 13        | 3 | 0 | 2 | 1 | 4  | 5  |
| 2004   | не се класира | -         | - | - | - | - | -  | -  |
| 2008   | не се класира | -         | - | - | - | - | -  | -  |
| 2012   | не се класира | -         | - | - | - | - | -  | -  |
| 2016   | не се класира | -         | - | - | - | - | -  | -  |
| 2020   | не се класира | -         | - | - | - | - | -  | -  |
| 2024   | 1/8 финал     | 10        | 4 | 0 | 4 | 0 | 2  | 2  |
| 2028   | ---           | -         | - | - | - | - | -  | -  |
| 2032   | ---           | -         | - | - | - | - | -  | -  |
| Общо   | 2/17          | -         | 7 | 0 | 6 | 1 | 6  | 7  |

## Почетни листи
- До 2 май 2016 г.

| #  | Име               | Период      | Мача | Гола |
| -- | ----------------- | ----------- | ---- | ---- |
| 1  | Бощян Цезар       | 2003–       | 96   | 9    |
| 2  | Самир Ханданович  | 2004 – 2015 | 81   | 0    |
| 3  | Валтер Бирса      | 2005–       | 80   | 6    |
|    | Златко Захович    | 1992 – 2004 | 80   | 35   |
| 5  | Мишо Бречко       | 2004 – 2015 | 77   | 0    |
|    | Божан Джокич      | 2006–       | 77   | 1    |
| 7  | Алеш Чех          | 1992 – 2002 | 74   | 1    |
|    | Аленко Ачимович   | 1998 – 2007 | 74   | 13   |
|    | Миливое Новакович | 2006–       | 74   | 31   |
| 10 | Джони Новак       | 1992 – 2002 | 71   | 3    |

| # | Име               | Период      | Гола | Мач | Гол % |
| - | ----------------- | ----------- | ---- | --- | ----- |
| 1 | Златко Захович    | 1992 – 2004 | 35   | 80  | 0.44  |
| 2 | Миливое Новакович | 2006–       | 31   | 74  | 0.42  |
| 3 | Сашо Удович       | 1992 – 2000 | 16   | 42  | 0.38  |
| 4 | Ермин Шиляк       | 1994 – 2005 | 14   | 48  | 0.29  |
| 5 | Миленко Ачимович  | 1998 – 2007 | 13   | 74  | 0.18  |
| 6 | Тим Матавж        | 2009–       | 10   | 31  | 0.32  |
|   | Примож Глиха      | 1992 – 1998 | 10   | 28  | 0.36  |
| 8 | Бощян Цезар       | 2003–       | 9    | 91  | 0.10  |
| 9 | Златко Дедич      | 2004–       | 8    | 48  | 0.17  |
|   | Милан Остерц      | 1997 – 2002 | 8    | 44  | 0.18  |

## Треньори
- До 2 май 2016 г.

| Менажер           | Период      | Мача | Победи | Равни | Загуби | Победи % |
| ----------------- | ----------- | ---- | ------ | ----- | ------ | -------- |
| Боян Прашникар    | 1991 – 1993 | 4    | 1      | 2     | 1      | 25.00    |
| Зденко Верденик   | 1994 – 1997 | 32   | 10     | 8     | 14     | 31.25    |
| Боян Прашникар    | 1998        | 5    | 1      | 1     | 3      | 20.00    |
| Сречко Катанец    | 1998 – 2002 | 47   | 18     | 16    | 13     | 38.30    |
| Боян Прашникар    | 2002 – 2004 | 16   | 6      | 3     | 7      | 37.50    |
| Бранко Облак      | 2004 – 2006 | 23   | 6      | 7     | 10     | 26.10    |
| Матиаш Кек        | 2007 – 2011 | 49   | 20     | 9     | 20     | 40.82    |
| Славиша Стоянович | 2011 – 2012 | 9    | 2      | 2     | 5      | 22.22    |
| Сречко Катанец    | 2013–       | 29   | 12     | 2     | 15     | 41.38    |

## България – Словения
| Дата       | Място | Събитие     | Отбор    | Резултат | Отбор    | ФИФА |
| ---------- | ----- | ----------- | -------- | -------- | -------- | ---- |
| 06.09.2006 | София | Кв. Ев.п-во | България | 3:0      | Словения | ДА   |
| 21.11.2007 | Целие | Кв. Ев.п-во | Словения | 0:2      | България | ДА   |